# Dias d'Ávila
Dias d'Ávila è un comune del Brasile nello Stato di Bahia, parte della mesoregione Metropolitana de Salvador e della microregione di Salvador.
Fa parte della Regione Metropolitana di Salvador.